# Платиопозавр
Платиопозавр (лат. Platyoposaurus) — род пермских темноспондилов, чьи окаменелости найдены в России. Представитель семейства Archegosauridae, подсемейства Platyoposaurinae. В старой литературе известен как платиопс (Platyops).

## Описание
Отличается длинной, резко суженной ростральной частью черепа, с ложковидным озубленным расширением на концах челюстей. Наружные ноздри щелевидные, плохо заметны на ископаемых черепах, сдвинуты назад. Ушные вырезки узкие. В заглазничной части черепа бугры на таблитчатых костях и впереди ушных вырезок. Зубы довольно крупные, особенно на концах челюстей. Тело массивное, коренастое, уплощённое, примерно 22 предкрестцовых позвонка. Сильно развиты крючковидные отростки туловищных рёбер. Брюхо покрыто мелкими удлинённо-овальными чешуями, спинных чешуй не обнаружено. Конечности довольно длинные, особенно задние. Высокие остистые отростки, особенно на основании хвоста. Хвост не очень длинный, уплощённый с боков. В целом животное напоминало небольшого (до 2 метров длиной) длинномордого крокодила (особенно велико внешнее сходство с вымершими раннеюрскими крокодилами типа Pelagosaurus). Вероятно, рыбоядный хищник, скорее всего постоянноводный (поскольку, в отличие от крокодилов, с сушей его ничего не связывало).

## Виды

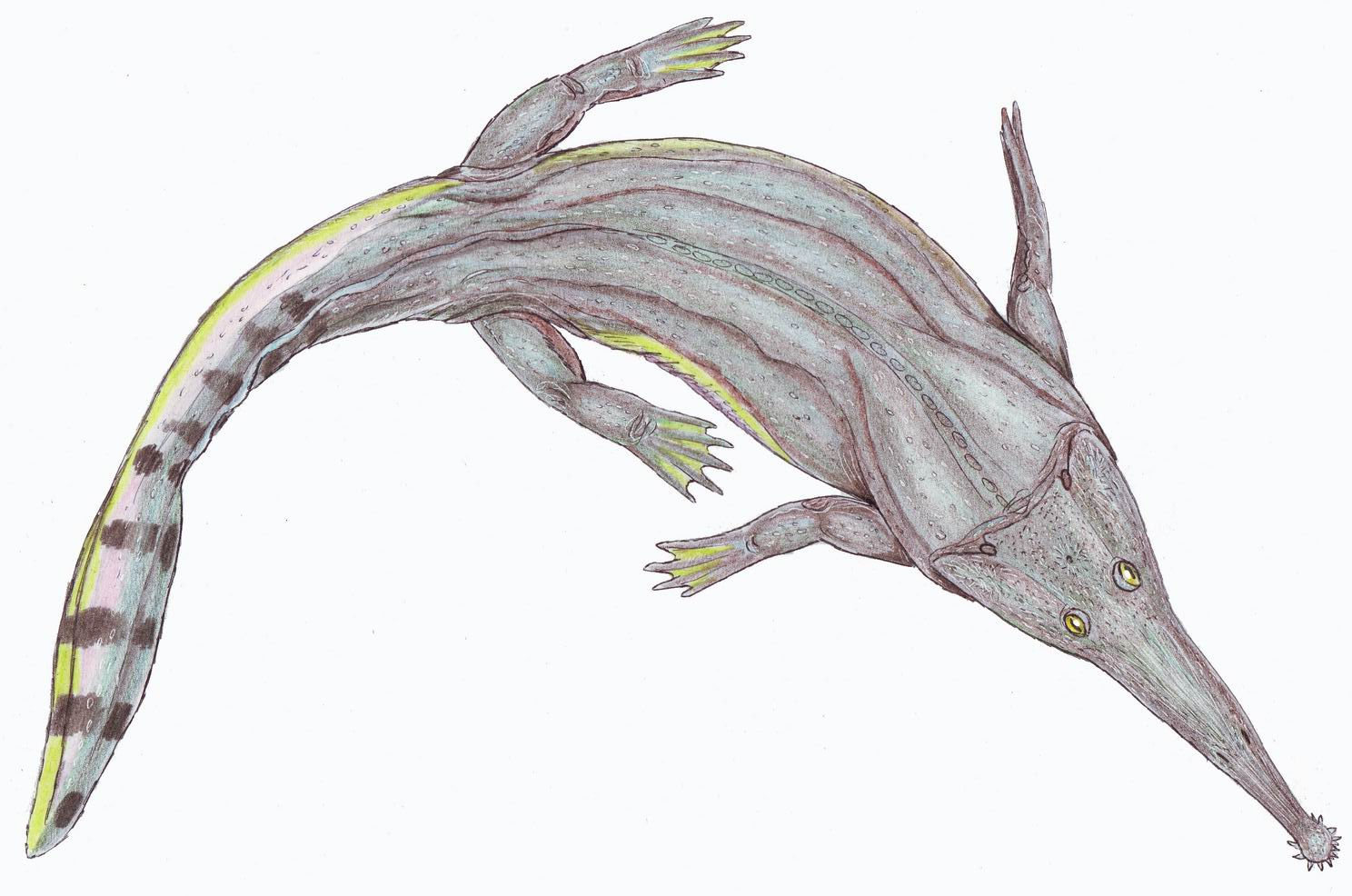
Platyoposaurus watsoni

Типовой вид — P. rickardi, описанный В. Твелвтризом в 1880 году по разрозненным остаткам из медистых песчаников Приуралья. Гораздо более полно известны два других вида — P. stuckenbergi и P. watsoni. Платиопозавр Штукенберга известен по практически полному скелету, но ростральная часть его черепа плохо сохранилась. С другой стороны, платиопозавр Уотсона (описанный И. А. Ефремовым в 1932 году) известен по полному черепу, более того, в местонахождении Шихово-Чирки обнаружено захоронение множества особей этого вида. Платиопозавры являются руководящими ископаемыми середины пермского периода (верхнеказанская — нижнетатарская эпоха).
Более мелкие виды (P. rickardi и P. watsoni) характеризуют голюшерминский субкомплекс, а крупный P. stuckenbergi — очёрский субкомплекс. Длина черепа этого вида достигала 40 см (есть указания на черепа до 70 см длиной).

## Близкие родственники
Интересно, что очень близкие к платиопозавру темноспондилы обнаружены в пермских отложениях Южной Америки. Первым из них был прионозух (Prionosuchus plummeri), описанный Л. Прайсом в 1948 году из пермских отложений Педра де Фого в северной Бразилии.

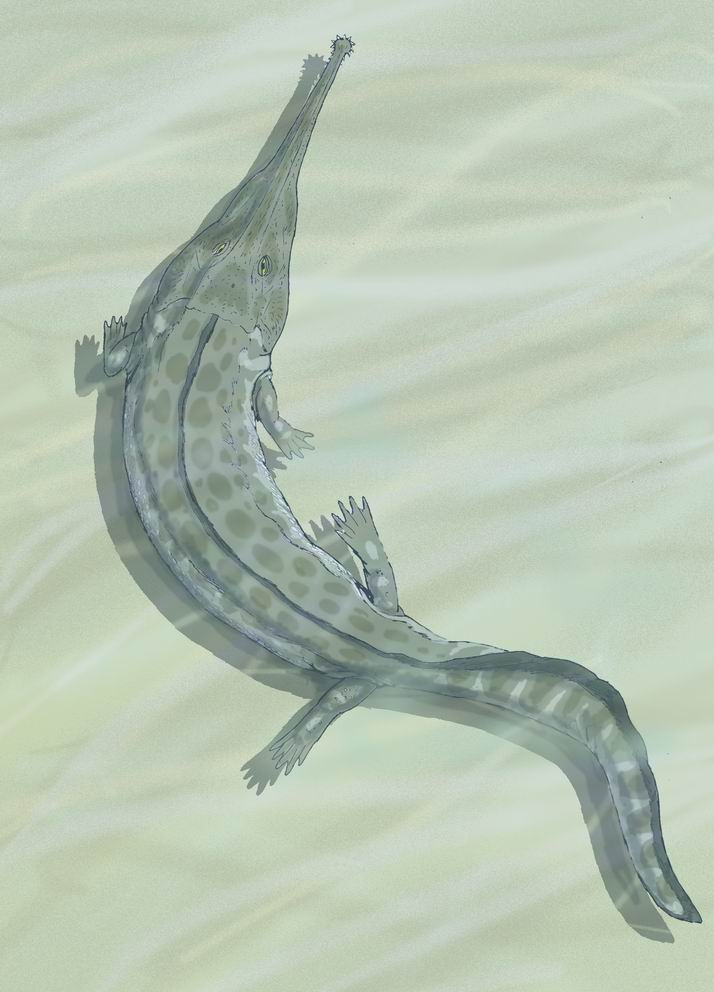
Гигантский Prionosuchus plummeri

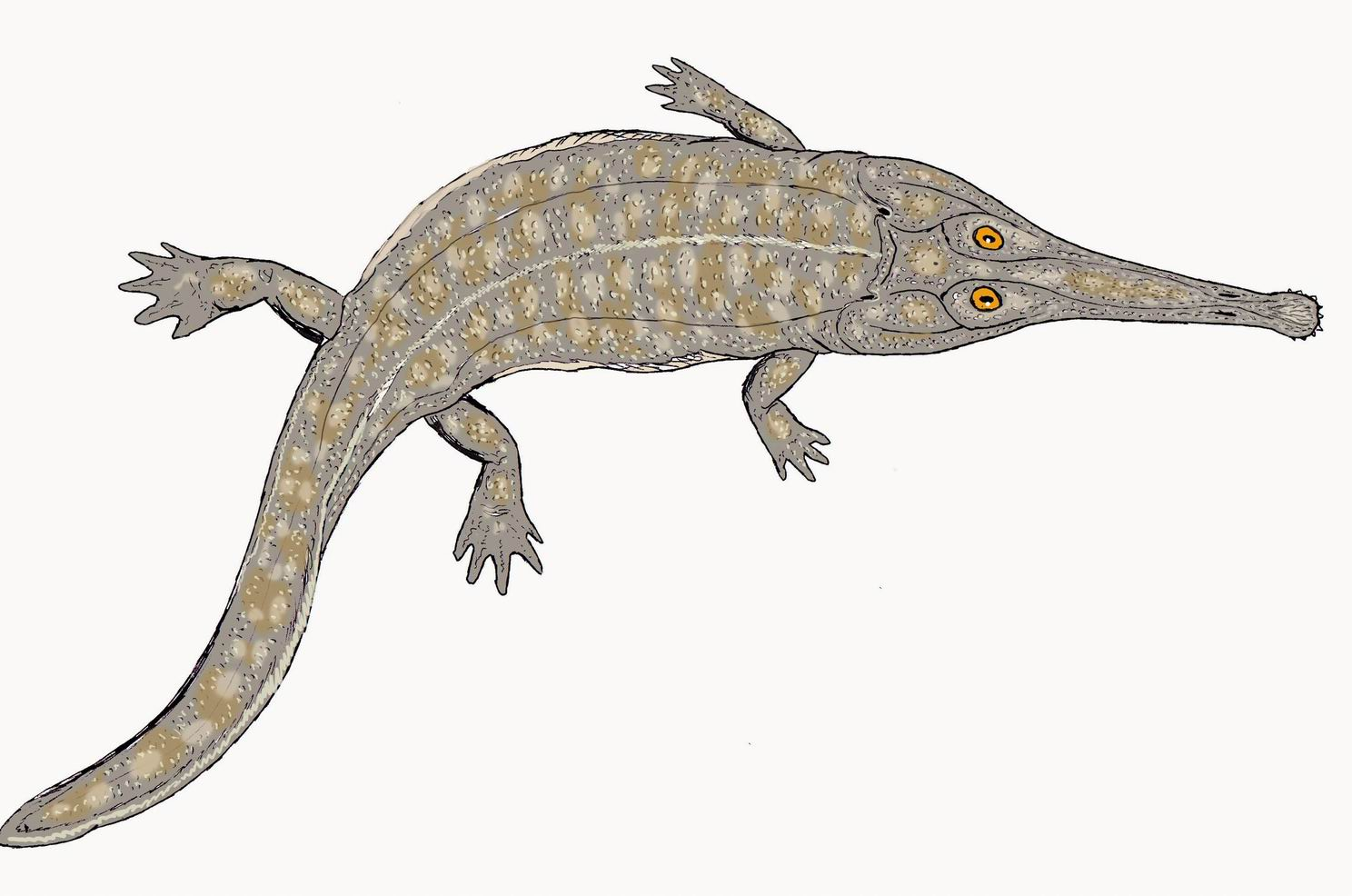
Australerpeton cosgriffi

Другим южноамериканским платиопозавром является Australerpeton cosgriffi, из формации Рио до Расто, с юга Бразилии. Его возраст, вероятно, позднепермский. Это некрупное животное, с длиной черепа 40 см. Внешне австралерпетон очень сходен с платиопозавром, у него такое же уплощённое тело и удлиненная морда. Описаны остатки дермальных чешуй брюшной области.
Bageherpeton longignathus, описанный из тех же отложений Рио до Расто, известен по нижней челюсти длиной 32 см.
Находки платиопозавров как в Северном, так и в Южном полушарии подтверждают существование в пермскую эпоху связи между Гондваной и северными континентами.